# 墨江
墨江（すみえ）は、大阪府大阪市住吉区の町名。現行行政地名は墨江一丁目から墨江四丁目。
本稿では、町名の由来となった、かつての東成郡墨江村（すみえむら）についても述べる。

## 地理
住吉区西部に位置する。住吉大社の鎮座する住吉の南に続く町域で、古くからの住宅街である。北で住吉、北東で上住吉、東で千躰・殿辻・沢之町、南で遠里小野、南西で清水丘、西で住之江区安立、北西の一点で長峡町と接する。国道479号（長居公園通）が東西に走り、東の南海高野線と西の阪堺電気軌道阪堺線に挟まれている。

### 河川
- 細江川（細井川）

## 歴史
かつて存在した東成郡墨江村は、現在の大阪市住吉区南西部および住之江区南東部に当たる。墨江は住吉の古訓「すみのえ」の一表記で、清江、澄江とともに古代から使用されている。創建以来の住吉大社宮司の津守氏の館や、南北朝時代の南朝方の後村上天皇の御座所（住吉行宮）があった。
現行住居表示の墨江は、墨江村の北西部に当たる。

### 沿革
- 1872年（明治5年） - 住吉大社境内のうち紀州街道沿いの一帯が住吉郡安立町新田となる。
- 1882年（明治15年） - 安立町新田を長峡町に改称。
- 1883年（明治16年） - 住吉郡大領村、新町村、坂之井村、青蓮寺村、鳥居村が合併して上住吉村となる。
- 1889年（明治22年）4月1日 - 町村制施行により、住吉郡長峡町、上住吉村、千躰村、殿辻村、沢之口村、遠里小野村、島村、南浜口村、浜口村が合併して墨江村が発足。大字殿辻に村役場を設置。
- 1896年（明治29年）4月1日 - 郡の統廃合により、東成郡墨江村となる。
- 1925年（大正14年）4月1日 - 大阪市へ編入され、住吉区長峡町、上住吉町、千躰町、殿辻町、沢之町、遠里小野町、住之江町、南浜口町、浜口町となる。同日墨江村廃止。
- 1935年（昭和10年） - 高野線、大和川、阪堺線、細江川に挟まれた区域の町名が墨江東、墨江中、墨江西となる。
- 1974年（昭和49年）7月22日 - 分区により、旧村域のうち住之江町、浜口町のそれぞれ西部が住之江区の一部となる。
- 1981年（昭和56年） - 現行住居表示実施。墨江東、墨江中、墨江西のそれぞれ北半が墨江となる。おおむね千躰、殿辻、沢之口の集落が含まれている。

## 世帯数と人口
2024年（令和6年）9月30日現在の世帯数と人口は以下の通りである。
| 丁目       | 世帯数    | 人口    |
| ---------- | --------- | ------- |
| 墨江一丁目 | 521世帯   | 933人   |
| 墨江二丁目 | 577世帯   | 1,090人 |
| 墨江三丁目 | 753世帯   | 1,686人 |
| 墨江四丁目 | 776世帯   | 1,428人 |
| 計         | 2,627世帯 | 5,137人 |

### 人口の変遷
国勢調査による人口の推移。
| 1995年（平成7年）  | 6,058人 | [ 5 ]  |  |
| 2000年（平成12年） | 5,756人 | [ 6 ]  |  |
| 2005年（平成17年） | 5,573人 | [ 7 ]  |  |
| 2010年（平成22年） | 5,327人 | [ 8 ]  |  |
| 2015年（平成27年） | 5,234人 | [ 9 ]  |  |
| 2020年（令和2年）  | 5,061人 | [ 10 ] |  |

### 世帯数の変遷
国勢調査による世帯数の推移。
| 1995年（平成7年）  | 2,426世帯 | [ 5 ]  |  |
| 2000年（平成12年） | 2,358世帯 | [ 6 ]  |  |
| 2005年（平成17年） | 2,332世帯 | [ 7 ]  |  |
| 2010年（平成22年） | 2,314世帯 | [ 8 ]  |  |
| 2015年（平成27年） | 2,307世帯 | [ 9 ]  |  |
| 2020年（令和2年）  | 2,439世帯 | [ 10 ] |  |

## 学区
市立小・中学校に通う場合、学区は以下の通りとなる。なお、小学校・中学校入学時に学校選択制度を導入しており、通学区域以外に住吉区の小学校・中学校から選択することも可能。
| 丁目       | 番                                                                                   | 小学校               | 中学校               |
| ---------- | ------------------------------------------------------------------------------------ | -------------------- | -------------------- |
| 墨江一丁目 | 全域                                                                                 | 大阪市立墨江小学校   | 大阪市立墨江丘中学校 |
| 墨江二丁目 | 全域                                                                                 | 大阪市立墨江小学校   | 大阪市立墨江丘中学校 |
| 墨江三丁目 | 全域                                                                                 | 大阪市立墨江小学校   | 大阪市立墨江丘中学校 |
| 墨江四丁目 | 1〜9番 10番11〜25号 11〜13番 14番1〜11号・34〜39号 15番1〜4号・14〜20号 15番55〜57号 | 大阪市立墨江小学校   | 大阪市立墨江丘中学校 |
| 墨江四丁目 | 10番1〜10号・26〜28号 14番12〜33号 15番21〜54号                                      | 大阪市立清水丘小学校 | 大阪市立墨江丘中学校 |

## 事業所
2021年（令和3年）現在の経済センサス調査による事業所数と従業員数は以下の通りである。
| 丁目       | 事業所数  | 従業員数 |
| ---------- | --------- | -------- |
| 墨江一丁目 | 26事業所  | 82人     |
| 墨江二丁目 | 27事業所  | 267人    |
| 墨江三丁目 | 30事業所  | 233人    |
| 墨江四丁目 | 50事業所  | 244人    |
| 計         | 133事業所 | 826人    |

## 交通

### 鉄道
- 阪堺電気軌道阪堺線 細井川停留場
- 南海高野線 沢ノ町駅

### バス
2020年4月現在
- 大阪シティバス[14]
  - 4号系統：墨江一
  - 64・65号系統：沢の町

### 道路
- 国道479号（長居公園通）

## 施設
- 住吉警察署墨江交番
- 住吉行宮跡
- 地蔵寺
- 大圓寺

## 教育機関
- 清明学院高等学校
- 大阪市立墨江丘中学校
- 大阪市立墨江小学校

## その他

### 日本郵便
- 〒558-0043[3]（集配局：住吉郵便局[15]）